# María Dolores (álbum)
María Dolores es un álbum de la cantante española María Dolores Pradera. 

## Descripción
Este álbum de estudio cuenta una vez más con la colaboración de otros artistas además de Los Gemelos como en el álbum anterior, A mis amigos; esta vez, los artistas son Paloma San Basilio, Los Sabandeños, José Carreras y Maria del Mar Bonet.
El álbum se grabó en una edición de 2 CD en 1989 e incluso sin llegar a olvidar los míticos formatos de vinilo (LP) y casete (MC), luego 11 años más tarde, este álbum fue grabado en edición de 1 CD componiendo todos los 11 temas del primero y todos los 11 temas del segundo hasta formar un único total de 22 temas y por último volvió a coleccionarse doble en edición coleccionista junto con todos los otros discos de su carrera con Los gemelos y sin ellos, incluyendo también recopilatorios con canciones antiguas ahora en versiones de alta calidad de sonido tales como Canciones españolas, canciones de José Alfredo Jiménez y Homenaje a Chabuca Granda, entre otros. Es una colección creada en 2001, bastante desconocida y a la vez sorprendente. Con diversos colores de fondo en todos (cada uno de todos) aparece la misma foto y el mismo holograma titulando los discos como los que fueron de verdad.
En aquella edición coleccionista tan desconocida el primer CD que compone este álbum se llamó María Dolores (partido desde esa mitad) y el segundo La flor de la canela.
Pero esta compilación de los 2 CD recogidos en este mismo CD, así no fallará nunca más, porque este álbum ha sido una pieza muy exhaustiva y definitivamente espectacular; debido a las colaboraciones, este se podría centrar con As de corazones y A Carlos Cano y dejar a un lado la recopilación de grandes éxitos totalmente más grande y dividida en 3 CD, Esencia de mujer, las más bellas canciones de María Dolores Pradera.

## Pistas
María Dolores (lanzamiento 1989) (2 CD / 2 LP / 2 MC)
| CD 1 |                                                              |                                      |          |  |
| N.º  | Título                                                       | Escritor(es)                         | Duración |  |
| 1.   | «María Dolores (con Los Sabandeños)»                         | Fernando García Morcillo             | 4:10     |  |
| 2.   | «La canción y el poema»                                      | Alfredo Zitarrosa                    | 3:05     |  |
| 3.   | «Caballo viejo»                                              | Simón Díaz                           | 3:06     |  |
| 4.   | «Cardo o ceniza»                                             | Chabuca Granda                       | 3:17     |  |
| 5.   | «No te mires en el río»                                      | Manuel López Quiroga, Rafael De León | 3:30     |  |
| 6.   | «Cu-cu-rru-cu-cú paloma (con Paloma San Basilio)»            | Tomás Méndez                         | 3:46     |  |
| 7.   | «Nana del cabrerillo»                                        | R.Duyos, Mtro. Romo                  | 2:55     |  |
| 8.   | «Ay, cómo quisiera ser»                                      | Pedro Salinas, Antoni Parera Fons,   | 3:10     |  |
| 9.   | «Islas canarias»                                             | José María Tarridas Barri, J. Picot  | 3:50     |  |
| 10.  | «Luna de abril»                                              | Carlos Cano                          | 3:21     |  |
| 11.  | «El libro (como un libro olvidado) <>(no incluido en el LP)» | Mtro. Solano                         | 5:13     |  |

| CD 2 |                                                       |          |  |
| N.º  | Título                                                | Duración |  |
| 1.   | «La flor de la canela»                                | 3:17     |  |
| 2.   | «Corazón prohibido»                                   | 3:49     |  |
| 3.   | «Milonga sentimental»                                 | 3:03     |  |
| 4.   | «Nací libre como el sol»                              | 2:40     |  |
| 5.   | «Yo también tuve 20 años»                             | 2:51     |  |
| 6.   | «Coloma blanca (la paloma) (con María del Mar Bonet)» | 3:12     |  |
| 7.   | «La vida a veces»                                     | 3:50     |  |
| 8.   | «María del Mar»                                       | 4:13     |  |
| 9.   | «Habanera imposible»                                  | 3:55     |  |
| 10.  | «Carmen»                                              | 3.31     |  |
| 11.  | «El credo de Reynaldo Armas»                          | 4:05     |  |

Lanzamiento 2000
| María Dolores |                                                       |                                               |          |  |
| N.º           | Título                                                | Escritor(es)                                  | Duración |  |
| 1.            | «María Dolores (con Los Sabandeños)»                  | Fernando García Morcillo                      | 4:10     |  |
| 2.            | «La canción y el poema»                               | Alfredo Zitarrosa                             | 3:05     |  |
| 3.            | «Caballo viejo»                                       | Simón Díaz                                    | 3:06     |  |
| 4.            | «Cardo o ceniza»                                      | Chabuca Granda                                | 3:17     |  |
| 5.            | «No te mires en el río»                               | Manuel López Quiroga, Rafael de León          | 3:30     |  |
| 6.            | «Cu-cu-rru-cu-cú paloma (con Paloma San Basilio)»     | Tomás Méndez                                  | 3:46     |  |
| 7.            | «Nana del cabrerillo»                                 | R.Duyos, Mtro. Romo                           | 2:55     |  |
| 8.            | «Ay, cómo quisiera ser»                               | Pedro Salinas, Antonio Parera Fons,           | 3:10     |  |
| 9.            | «Islas canarias»                                      | José María Tarridas Barri, J. Picot           | 3:50     |  |
| 10.           | «Luna de abril»                                       | Carlos Cano                                   | 3:21     |  |
| 11.           | «El libro (como un libro olvidado)»                   | Mtro. Solano                                  | 5:13     |  |
| 12.           | «La flor de la canela»                                | Chabuca Granda                                | 3:17     |  |
| 13.           | «Corazón prohibido»                                   | Antonio Parera Fons, Manuel Vázquez Montalbán | 3:49     |  |
| 14.           | «Milonga sentimental»                                 | S. Piana                                      | 3:03     |  |
| 15.           | «Nací libre como el sol»                              | Nina Mares                                    | 2:40     |  |
| 16.           | «Yo también tuve 20 años»                             | José A. Morales                               | 2:51     |  |
| 17.           | «Coloma blanca (la paloma) (con María del Mar Bonet)» | Maria Del Mar Bonet                           | 3:12     |  |
| 18.           | «La vida a veces»                                     | Antoni Parera Fons, Jaime Gil de Biedma       | 3:50     |  |
| 19.           | «María del Mar»                                       | Muñoz Molleda,                                | 4:13     |  |
| 20.           | «Habanera imposible»                                  | Carlos Cano                                   | 3:55     |  |
| 21.           | «Carmen»                                              | Graciela Arango de Tobón                      | 3.31     |  |
| 22.           | «El credo de Reynaldo Armas»                          | Reynaldo Armas                                | 4:05     |  |

- Datos: Q6003609